# Ragnar Söderbergs professur i nationalekonomi

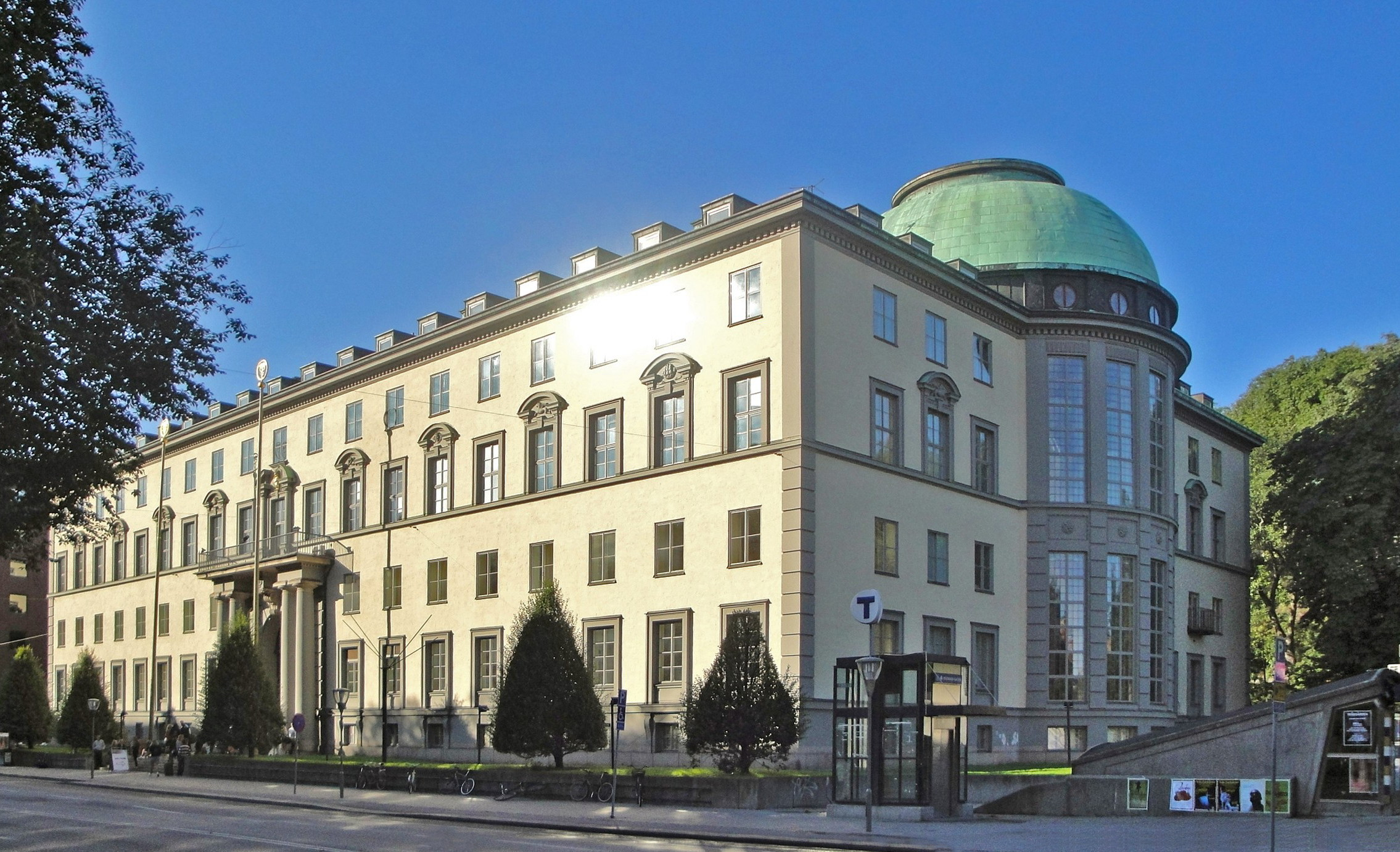
Ragnar Söderbergs professur i nationalekonomi är en donationsprofessur vid Handelshögskolan i Stockholm.

Ragnar Söderbergs professur i nationalekonomi är en donationsprofessur vid Handelshögskolan i Stockholm. Professuren inrättades år 2008 genom en donation om 50 miljoner kronor från Ragnar Söderbergs stiftelse och Torsten Söderbergs stiftelse. Professuren är "inrättad vid Handelshögskolans 100-årsjubileum". Nuvarande innehavare är professor Tore Ellingsen vid Handelshögskolan i Stockholm.

## Innehavare
- Tore Ellingsen 2008-